# 銀河通信 (NHK)
銀河通信は日本放送協会 (NHK) が衛星放送開始直後に衛星放送の普及を図るため企画した番組「シティインフォメーション」とタイアップし、番組と視聴者の双方向コミュニケーションを試みたパソコン通信サイト。（現在は休止）
パソコン通信は主に、衛星放送の番組とのタイアップを図る他に海外との交流などにも使用されていた。会員は実名の登録制で無料。総数はパソコン通信と呼ばれる時代にもかかわらず、6000人以上を数えた。
主な会員の中には、爆風スランプ、吉幾三などがおり、それ以外にも多くのミュージシャンや漫画家等が参加した。
電子掲示板には番組と連携したもの以外に、日常会話を楽しむもの、当時のレトロブームに乗った趣味的なもの、スポーツ関連などもあり、その他にNHKの番組に関する批評なども行われていた。